# جورج هارت (عالم مصريات)
جورج هارت (28 أكتوبر 1945 - 15 فبراير 2021) كان عالم مصريات بريطاني. درس الكلاسيكيات والمصريات في كلية لندن الجامعية. كان محاضرًا في مصر والعالم الكلاسيكي في المتحف البريطاني من عام 1973 حتى تقاعده في عام 2004. بالإضافة إلى عمله في المتحف، قام أيضًا بتدريس اللغة المصرية القديمة وألقى محاضرات على الرحلات البحرية. شغل منصب عضو في مجلس جمعية استكشاف مصر، في هيئة التحرير لمجلة علم الآثار المصرية، وفي لجنة جمعية أبحاث الآثار السودانية.

## أعمال مختارة
- الفراعنة (The Pharaohs) (جزءان) (2010)
- الفراعنة والأهرامات: دليل عبر مصر في المملكة القديمة (Pharaohs and Pyramids: A Guide Through Old Kingdom Egypt) (1991)
- الأساطير المصرية (Egyptian Myths) (1990)
- قاموس الآلهة والإلهات المصرية (A Dictionary of Egyptian Gods and Goddesses) (1986)